# 樵木備長炭
樵木備長炭（こりきびんちょうたん）は、樵木林業（こりきりんぎょう）で生産されたウバメガシやカシなどを原料に製炭された備長炭（白炭）である。かつて白炭の生産が盛んであった徳島県県南地域にて令和5年（2023年）頃から生産がスタートしている。

## 概要
徳島県南地域には照葉樹林帯が広がっており、ウバメガシやカシ類をはじめとする豊富な樹種と蓄積を有している。この地域では、江戸時代初期から木質燃料の生産地として、京阪神地域のエネルギー需要を担い、照葉樹が有する萌芽更新の特性を活かした樵木林業が独自発達。大正時代には美波町の日和佐地域だけで年間620トン、さらに昭和24年には年間3,826トンの白炭が生産され、主に関西方面に移出されていた。
1960年頃より燃料革命による薪炭需要の減少で、樵木林業も白炭生産も衰退し、昭和末期には白炭の商業生産が途絶えていた。近年、経済性と環境保全の両立やSDGsの観点で樵木林業の価値が見直され、令和3年に徳島県及び徳島県南一市三町（阿南市・美波町・牟岐町・海陽町）と民間組織や企業の連携で、「とくしま樵木林業推進協議会」が設立され、令和5年頃から樵木備長炭の名称で生産が開始された。
|  |  |  |

樵木備長炭の原料となるウバメガシやカシを産出する樵木林業は、「海部（かいふ）の樵木林業」として2018年（平成30年）5月29日に一般社団法人日本森林学会の林業遺産に登録され、2025年（令和7年）1月24日には、「みなみ阿波の樵木林業システム －照葉樹林に育まれた里山、里海の物語－」
として、日本農業遺産に認定された。

## その他
木炭は発火のリスクを伴う危険物として航空機への持ち込みが制限されるが、樵木備長炭は危険性評価をクリアしており、危険性評価証明書等を添付することで、空輸が可能となっている。